# Pierre artificielle

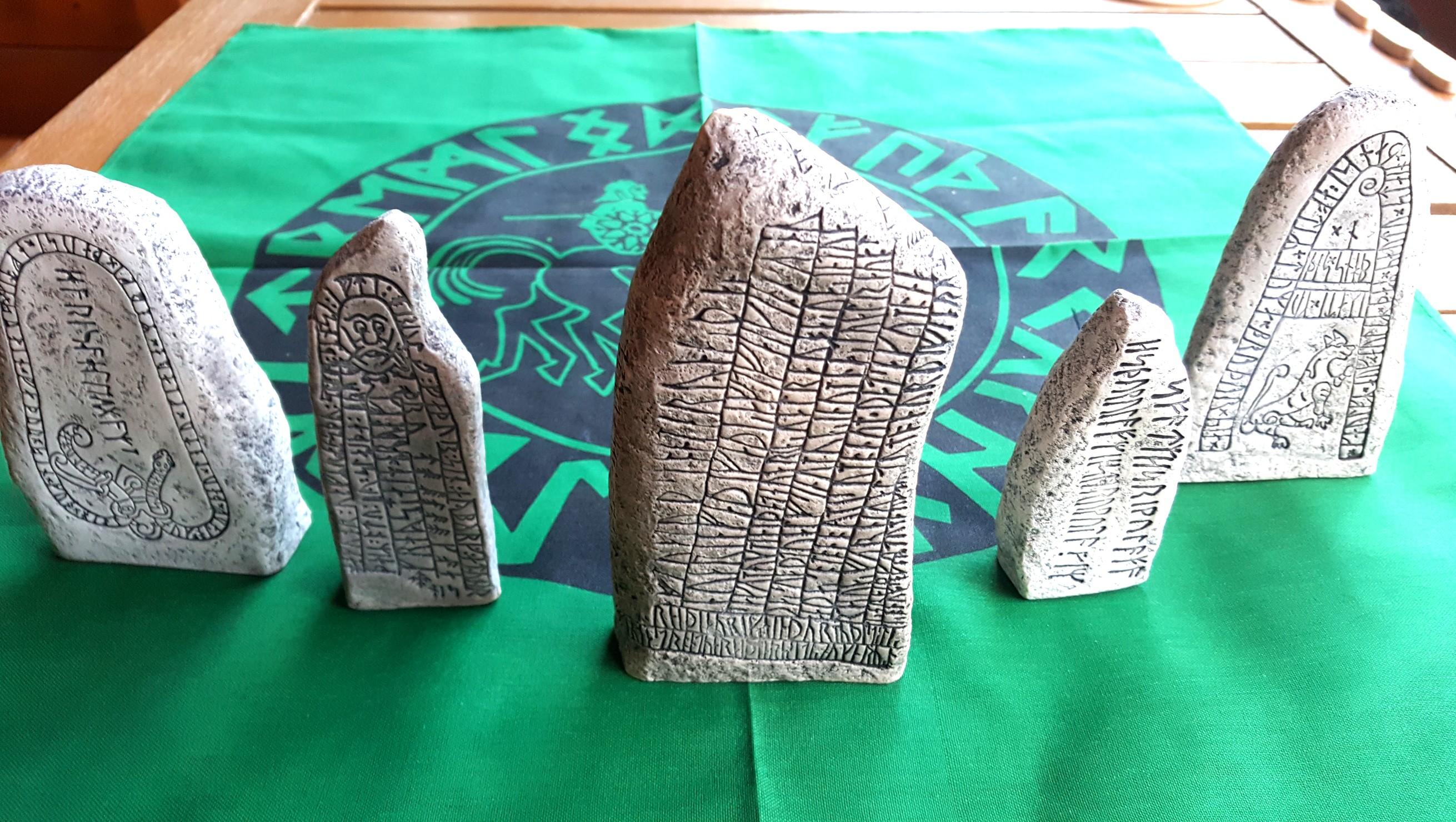
Petites répliques de pierres runiques suédoises en pierre artificielle

La pierre artificielle est un matériau obtenu par moulage d’agrégats divers, charges et liants (béton, pierre reconstituée) ou par synthèse chimique (pierres précieuses synthétiques). Par opposition aux pierres naturelles, une pierre artificielle n'est pas présente dans la nature.
Du fait de leur teneur en silice, cette industrie présente un important risque professionnel de silicose.